# 蕃地 (東勢郡)
臺中州東勢郡蕃地於大正九年（1920年）成立，轄區包括今臺中市和平區。
昭和二年（1927年）2月1日，能高郡蕃地的「カヨウ社」（佳陽）、「カイヤイ社」、「サラマオ社」（撒拉茅/梨山）與「シカヤウ社」（志佳陽/環山）改編入東勢郡蕃地。
後カイヤイ社因火災而遷移。

## 行政區劃
轄域內分為：
- 今達觀里：

雪山坑社（桃山）、ローブゴー社（老屋峩/竹林）
- 今自由里：

埋伏坪社（雙崎）
- 今中坑：

大雪山
- 今南勢里：

サウライ社（稍來）、ナンセイ社（阿冷/南勢）
- 今天輪里：

天冷（白冷）
- 今博愛里：

リレイ社（裡冷）、クラス社（久良栖/松鶴）、八仙山（佳保台）、明治溫泉（谷關）
- 今梨山里：

ウライ社（烏來/青山）、達見（德基）

## 設施

### 主要駐在所
- 埤亞南越嶺道路：（臺中州能高郡蕃地→）椚岡駐在所→太保久駐在所→平岩山駐在所→志良節駐在所→有勝駐在所（→臺北州羅東郡蕃地）

- 大甲溪道路：東勢→中坑坪駐在所→出雲山駐在所→白冷駐在所→裡冷駐在所→久良栖駐在所→明治駐在所→馬崙駐在所→烏來駐在所→小澤台駐在所→達見駐在所→タバン駐在所→佳陽駐在所→サラマオ駐在所（撒拉茅）→太保久駐在所
  - 支線：サラマオ駐在所（撒拉茅）→氣合駐在所→椚岡駐在所

### 神社
- 今和平區：
  - 久良祠（1934年10月26日鎮座）[1]:304
  - 八仙山社（1923年11月14日鎮座）[1]:170